# Crédit Lyonnais
Crédit Lyonnais (рус. Креди́ Лионне́, с фр. — «Лио́нский креди́т») — до 2003 года — один из трёх крупнейших коммерческих банков Франции.

## История

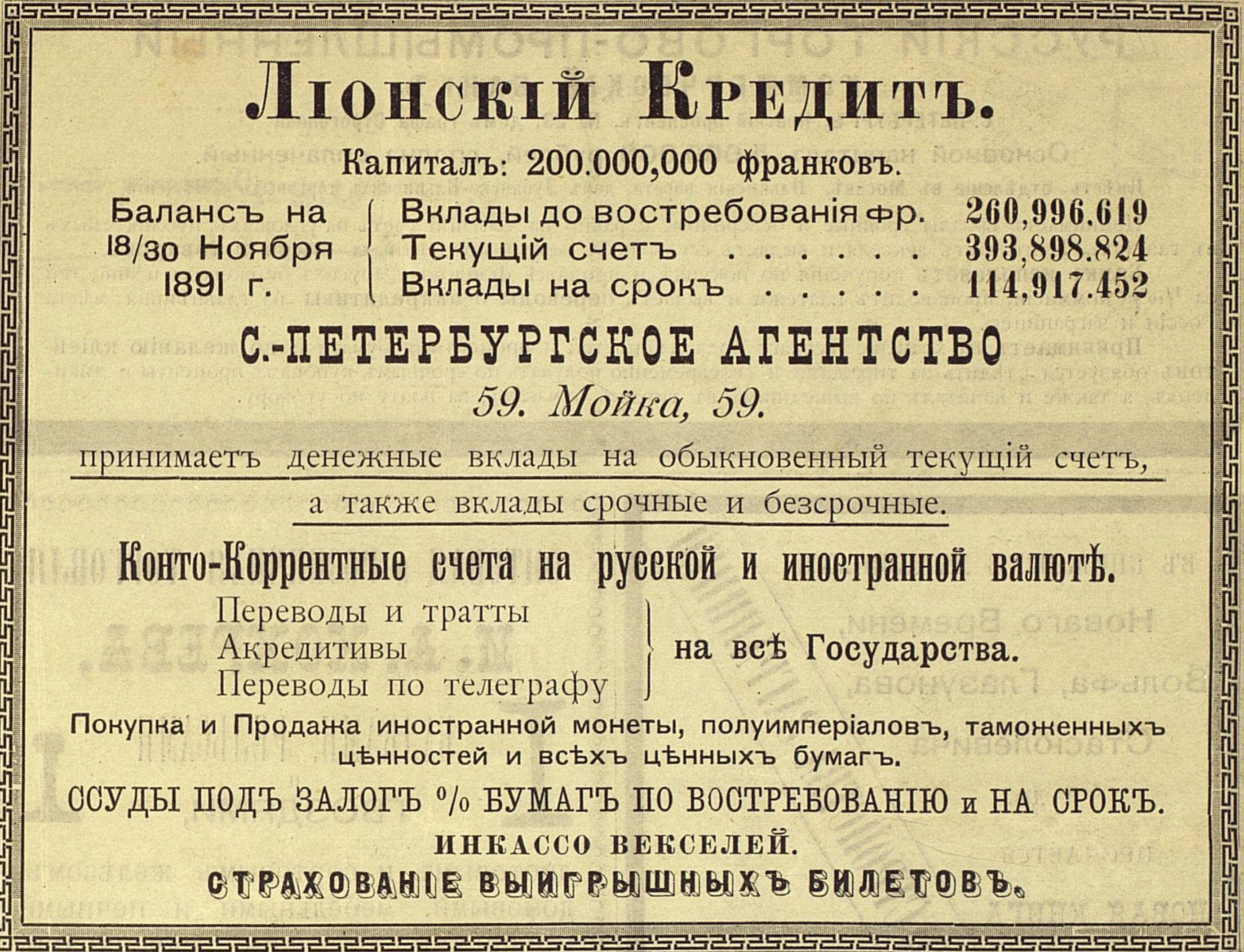
Реклама Лионского кредита,
1892 год.

Банк «Лионский кредит» был основан в 1863 году в Лионе Анри Жерменом в возрасте 39 лет. В соответствии с законом от 1867 года, в 1872 года банк «Лионский кредит» стал обществом с ограниченной ответственностью. С самого начала деятельности банк сделал ставку на направления, нетипичные для банков того времени. Целевой аудиторией был средний класс. В 1864 году был открыт филиал в Париже, в 1865 году — в Марселе. В 1878 году штаб-квартира Лионского банка была переведена из Лиона в Париж, в самый престижный среди банкиров район Опера. К 1881 году во всех более или менее крупных городах Франции были открыты отделения банка.
Банк развивался стремительно, был открыт ряд филиалов за пределами Франции: в 1870 году в Лондоне, в 1875 году — в Константинополе, Каире и Александрии, в 1876 году — в Женеве и Мадриде. В 1878 году были открыты филиалы в Вене и Санкт-Петербурге. Выбор размещения отделений был обусловлен особенностями торговли, потребностями в кредите. В Каире и Александрии торговали хлопком, а в Константинополе — пшеницей из южных регионов России.
В 1870-е годы одним из основных направлений банка было размещение зарубежных облигаций.
К началу XX века Crédit Lyonnais являлся крупнейшим частным банком в мире. 1 января 1946 года был национализирован, а в 1999 году — вновь полностью приватизирован.
В 1972 году банк открыл представительство в Москве.
В 1998 году часть европейских активов Crédit Lyonnais была приобретена банком Anglo Irish.
В 2003 году банк был приобретён другим французским банком — Crédit Agricole, а в 2005 году был переименован в LCL (Le Crédit Lyonnais).

## Деятельность в Российской Империи
В 1867 году владелец «Лионского кредита» Жермен отправил в Санкт-Петербург представителя банка Э. Клейнмана для выхода на российский рынок. «Лионский кредит» предлагал деньги под высокие проценты. Обязательным условием выдачи кредита была гарантия полного возврата средств. Среди потенциальных клиентов Жермен видел правительство России, крупные железнодорожные компании, города и торговые дома. За российский рынок финансов уже боролись банки Германии, Великобритании, Голландии и Франции. В условиях высокой конкуренции «Лионский кредит» не достиг успеха. Однако Жермен не оставлял попыток интеграции в российский рынок, и контакты с ведущими банковским домами продолжали налаживаться. 
С началом Русско-турецкой войны англичане, вставшие на сторону турок, перестали предоставлять России кредиты, и основными поставщиками подобных услуг стали Германия и Франция. 
В 1879 году «Лионский кредит» стал первым и единственным зарубежным банком, допущенным к работе в России. В Санкт-Петербурге офис банка располагался в доме 59 на набережной реки Мойки, затем — в здании «Пассажа». В Москве отделение «Лионского кредита» работало до революции в доходном доме Третьяковых на Кузнецком Мосту. Управлял Московским отделением старший брат знаменитого парфюмера Эрнеста Бо, Эмиль Эдуардович Бо. В Одессе агентство «Лионского кредита»  работало по адресу ул. Ришельевская, 1

## Известные работники
- Збышевский, Владислав Иеронимович
- Менжинский, Вячеслав Рудольфович
- Бо, Эмиль Эдуардович, управляющий
- Рубинский, Кирилл Юрьевич